# Haganj
Haganj – wieś w Chorwacji, w żupanii zagrzebskiej, w gminie Gradec. W 2011 roku liczyła 504 mieszkańców.